# Pokémon: El Destino de Deoxys
Pocket Monsters Advanced Generation Rekku No Homonsha Deoxys (劇場版ポケットモンスター アドバンスジェネレーション 裂空の訪問者 デオキシス Gekijōban Poketto Monsutā Adobansu Jenerēshon Rekkū no Hōmonsha Deokishisu?, Pocket Monsters Generación Avanzada, La Película: Deoxys, el Visitante de una Grieta del Espacio), conocida en Estados Unidos como Pokémon: Destiny Deoxys, es la séptima película del anime Pokémon, perteneciente a la séptima temporada (Pokémon: Reto Máximo). Es la segunda película estrenada de Pokémon: Generación Avanzada en Japón. La versión japonesa original fue estrenada en teatros el 20 de julio de 2004. Fue editada para el estreno estadounidense debido a que la versión japonesa contenía escenas que eran consideradas demasiado intensas para los niños.
Esta es la cuarta producción del anime Pokémon en ser licenciada por Disney y la segunda en haber sido doblada en Argentina para Latinoamérica. Ha sido emitida en señal abierta por Telemetro en Panamá.
La película fue lanzada posteriormente en los Estados Unidos en DVD y en vídeo el 15 de febrero de 2005. También incluían los 15 minutos adicionales que fueron cortados de la otra versión. 
Esta es la primera película que no es precedida por un Corto de Pikachu, dedicando el tiempo adicional a la misma. El tema de "ending" para la versión estadounidense es "This Side of Paradise" por Bree Sharp.

## Argumento
La película comienza cuando el legendario Rayquaza y el Pokémon espacial Deoxys comienzan a combatir, hasta que Rayquaza, con un hiperrayo fulmina a Deoxys. Cuando todo parece estar en calma, Rayquaza se vuelve a la capa de ozono, sin saber que Deoxys tiene un alto poder de regeneración. Deoxys se regenera y lanza al aire una especie de roca brillante y verde.
Transcurridos cuatro años, la historia se desarrolla en ciudad LaRousse, traducida como la ciudad de las tecnologías, dónde nuestros amigos (Ash, May/Aura, Max y Brock) deciden ir hacia la Torre Batalla de esa ciudad. Al ser una ciudad de alta tecnología, nada más llegar, uno de los robots-guardia de la ciudad les hace un pase para que puedan pasear, comprar y disfrutar libremente de todos los rincones de la ciudad. Cuando nuestros amigos se dirigen hacia la Torre Batalla, las cintas transportadoras de la ciudad atrapan a Ash, pero el Blaziken de Rafe le salva. Ash decide seguirlo hasta la Torre batalla, dónde conoce a Tory, un chico que presenció la brutal batalla entre Deoxys y Rayquaza. A este chico le asustan terriblemente los Pokémon por un incidente que tuvo hace cuatro años con una manada de Spheal, Sealeo y Walrein. Por confusión, entra a luchar en la Torre Batalla junto con Ash en un Combate doble, donde combaten contra Rafe y su amigo Sid, que se enamora de May/Aura. Ash y Tory pierden desastrosamente contra el Blaziken de Rafe y el Blastoise de Sid. Sus Pokémon eran Pikachu y Torkoal.
Nuestros protagonistas se encuentran en el jardín secreto de Tory, donde una misteriosa aura (que más tarde se reconvertirá en Deoxys) es la amiga de Tory. Pero en ese instante, el ordenador de Rebecca, una investigadora Pokémon de la cual se enamora Brock, detecta una extraña aura lila que se acerca a la ciudad, que resulta ser el Deoxys que combatió con Rayquaza. Deoxys usa su ataque doble equipo para llevarse a Pokémon y humanos, pero los Pokémon de nuestros protagonistas intentan acabar con ellos, pero es imposible debido a la gran cantidad de "clones" que hay. Con su ordenador, Rebecca ayuda a identificar al verdadero Deoxys.
Mientras Deoxys está en la ciudad, se crea una especie de escudo alrededor de esta, para evitar que entren peligros externos, como Rayquaza, que intenta acabar de una vez por todas con Deoxys, aunque acaba rompiendo la barrera; aparte, todos los guardias robots y todos los aparatos electrónicos de la ciudad se vuelven locos.
Con la ayuda de Pikachu, Plusle y Minun y los Pokémon y sus entrenadores consiguen generar la energía necesaria para revivir la roca brillante y verde que soltó Deoxys, que es Deoxys, amigo del otro Deoxys. Cuando lo reviven, este acude a ayudar a su amigo, ahora en combate con Rayquaza, con lo que logran tranquilizarle después de una dura batalla
La ciudad está loca a causa de que los robots fallan, y se crea un gran caos que solo podrá ser parado con la tarjeta magnética de Tory.
Al final, el caos queda resuelto, Rayquaza se marcha y los dos Deoxys se marchan al espacio. Tory se acaba haciendo muy amigo de los Pokémon superando su miedo.

## Personajes
Ash (サトシ Satoshi?)
 Seiyū: Rika Matsumoto
Misty (カスミ Kasumi?) (Intro)
Ross (ロッシ  Rossi?) (Intro)
Butler (バトラー Butler?) (Intro)
May/Aura (ハルカ Haruka?)
 Seiyū: KAORI
Brock (タケシ Takeshi?)
 Seiyū: Yūji Ueda
Max (マサト Masato?)
 Seiyū: Fushigi Yamada
Jessie (ムサシ Musashi?)
 Seiyū: Megumi Hayashibara
James (コジロウ Kojirō?)
 Seiyū: Shinichirō Miki
Tory Lund (トオイ Tōi?)
 Seiyū: Noriko Hidaka
Yuko (ユウコ Yūko?)
 Seiyū: Takako Uehara
Rebecca (ヒトミ Hitomi?)
 Seiyū: Becky
Sid (ショウタ	 Shouta?)
 Seiyū: Makoto Higo
Rafe (リュウ Ryū?)
 Seiyū: Kenji Nojima
Audrey (オードリー Audrey?)
 Seiyū: Nana Mizuki
Kathryn (キャサリン Catharine?)
 Seiyū: Maria Yamamoto
Oficial Jenny/Agente Mara (ジュンサー Junsar?)
 Seiyū: Chinami Nishimura

## Reparto
| Personaje      | Seiyu Original (Japón)                            | Actor de Voz (Hispanoamérica) |
| -------------- | ------------------------------------------------- | ----------------------------- |
| Ash Ketchum    | Rica Matsumoto (松本 梨香)                        | Pablo Gandolfo                |
| Pikachu        | Ikue Ōtani (大谷 育江)                            | Ikue Ōtani                    |
| Brock          | Yūji Ueda (上田 祐司)                             | Ignacio de Anca               |
| May            | Kaori (かおり)                                    | Agustina Priscila             |
| Max            | Fushigi Yamada (山田 ふしぎ)                      | Mara Campanelli               |
| Tory Lund      | Noriko Hidaka (日髙 のり子)                       | Juan Martín Pereyra           |
| Professor Lund | Kōichi Yamadera (山寺 宏一)                       | ¿?                            |
| Yūko           | Takako Uehara (上原 多香子)                       | Valeria Gómez                 |
| Rafe           | Kenji Nojima (野島 健児)                          | Marcos Abadi                  |
| Rebecca        | Becky (ベッキー)                                  | Mariela Álvarez               |
| Sid            | Makoto Higo (肥後 誠)                             | Ariel Cisternino              |
| Kathryn        | Maria Yamamoto (山本 麻里安)                      | ¿?                            |
| Audrey         | Nana Mizuki (水樹 奈々)                           | ¿?                            |
| Deoxys         | Susumu Chiba (千葉 進歩) Kenji Nojima (野島 健児) |                               |
| Rayquaza       | Katsuyuki Konishi (小西 克幸)                     |                               |
| Jessie         | Megumi Hayashibara (林原 めぐみ)                  | Karin Zavala                  |
| James          | Shinichirō Miki (三木 眞一郎)                     | Adrián Wowczuk                |
| Meowth         | Inuko Inuyama (犬山 イヌコ)                       | Ignacio de Anca               |
| Munchlax       | Keiko Yamamoto (山本 圭子)                        |                               |

## Recepción
Destiny Deoxys recibió críticas mixtas y mayormente positivas por parte de la audiencia y los fanes. En el sitio web Rotten Tomatoes la audiencia le dio una aprobación de 71%, basada en más de 10 000 votos, con una calificación promedio de 3.6/5. En la página web IMDb tiene una calificación de 6.1 basada en más de 1000 votos. En la página Anime News Network posee una puntuación aproximada de 7 (bueno), basada en más de 400 votos, mientras que en MyAnimeList tiene una calificación de 7.1, basada en más de 27 000 votos.